# 농민가
"농민가"(Farmer's Song)는 한국에서 제작된 윤덕현 감독의 2008년 다큐멘터리 영화이다. 김윤진 등이 주연으로 출연하였다.

## 출연

### 주연
- 김윤진
- 최왕의
- 하승원
- 이선복
- 이창은
- 정창건

## 기타
- 구성: 윤덕현
- 구성: 넝쿨
- 프로듀서: 고영재
- 조연출: 넝쿨
- 음향: 고영재
- 녹취: 배정훈
- 녹취: 이주호
- 녹취: 오성미
- 녹취: 신지영
- 녹취: 양대규
- 녹취: 허성덕
- 녹취: 김승주
- 녹취: 박동선
- 음악부문: 민영
- 음악부문: 여정훈
- 음악부문: 전찬율
- 음악부문: 안치환
- 장비지원: 양대규
- 장비지원: 한도영
- 타이틀서체: 강선규
- 번역: 오재환
- 번역: 서용석
- 번역: 니컬라 루소